# Quarto

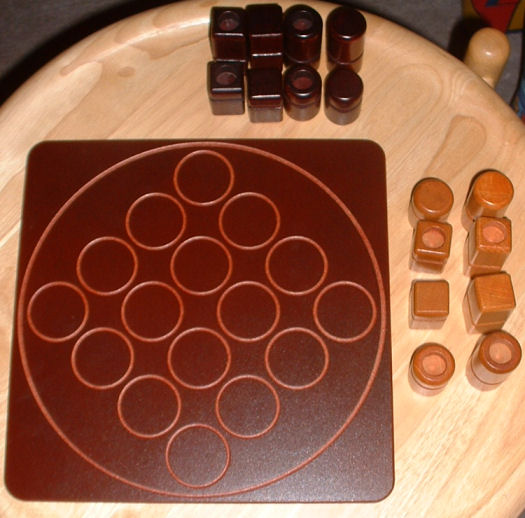
Bàn cờ và các quân cờ Quarto khi bắt đầu trò chơi.

Quarto là một trò chơi cờ bàn hai người chơi, do nhà toán học Thụy Sĩ, Blaise Müller sáng chế ra vào năm 1991. Hiện nay trò chơi này do Gigamic nắm bản quyền và sản xuất.
Trò chơi được chơi trên một bàn kích thước 4×4. Có tất cả 16 quân cờ, mỗi quân có một trong hai đặc tính:
- cao hoặc thấp.
- đậm hoặc nhạt  (hai màu khác nhau).
- vuông hoặc tròn.
- đầu rỗng hoặc đầu đặc.

Trò chơi theo lượt. Đầu tiên, người đi sau chọn một quân cờ cho người đi trước. Đến lượt mình, người chơi đi quân cờ đã được chọn và chọn một quân cờ cho đối thủ ở lượt đi sau, cứ thế đến khi ván đấu kết thúc. Người thắng sẽ là người tạo được một đường thẳng hoặc ngang hoặc chéo gồm 4 quân có cùng một đặc tính (trong 4 đặc tính kể trên, ví dụ cùng thấp hoặc cùng màu nhạt...). Một biến thể của luật cho phép các trường hợp thắng bằng việc tạo một hình vuông 2x2 hoặc lớn hơn mà 4 quân cùng đặc tính tạo thành 4 đỉnh, để giảm thiểu kết quả hòa.
Quarto khác biệt ở chỗ cả hai người chơi chung một bộ quân cờ, thay vì mỗi người một loại quân ở một số trò chơi cờ bàn khác như cờ vua, cờ vây...

## Giải thưởng
- Dé d'Or des Créateurs de Jeux 1989 – Paris, Pháp
- Oscar du Jouet-Toy Oscar 1992 – Paris, Pháp
- Jouet de l'année-Game of the Year 1992 - Bruxelles, Bỉ
- Super As d'Or Festival International des Jeux-Super Golden Ace 1992 – Cannes, Pháp
- Toy Award 1992– Benelux
- Spiel des Jahres-Game of the Year 1993– Đức
- Giocco Dell'anno-Game of the Year 1993 – Ý
- Speelgoed Vant Jaar-Game of the year 1993 – Hà Lan
- Mensa Select Top 5 Best Games 1993 – Mỹ
- Parent's Choice Gold Award 1993 – Mỹ
- Best Bet of the Toy Testing Council 1994 – Canada
- Prix d'Excellence des Consommateurs-Consumer's Toy Award 1994–Quebec, Canada
- Games Magazine "Games 100 Selection"1995 – Mỹ
- Games Magazine "Games 100 Selection" 1996 – Mỹ
- Games Magazine "Games 100 Selection" 1997 - Mỹ
- Game of the Year 2004 – Phần Lan
- Parent's Choice Top 25 games in 25 years 2004 – Mỹ